# Canosio
Canosio là một đô thị tại tỉnh Cuneo trong vùng Piedmont của Italia, vị trí cách khoảng 80 km về phía tây nam của Torino và khoảng 40 km về phía tây của Cuneo. Tại thời điểm ngày 31 tháng 12 năm 2004, đô thị này có dân số 92 người và diện tích là 48,9 km².
Canosio giáp các đô thị: Acceglio, Argentera, Marmora, Pietraporzio, Prazzovà Sambuco.